# Charlie Shavers
Charles James „Charlie” Shavers (ur. 3 sierpnia 1920 w Nowym Jorku, zm. 8 lipca 1971 tamże) – amerykański trębacz jazzowy, kompozytor i aranżer. Jeden z najwybitniejszych trębaczy stylu swing.

## Życiorys
Jego ojciec pochodził ze znanej w Key West na Florydzie rodziny Shaversów. Charlie był kuzynem znanego boksera wagi ciężkiej, Earniego Shaversa oraz trębacza, Fatsa Navarro. Pierwszym instrumentem, na którym zaczął grać jeszcze jako dziecko było banjo. Kiedy rodzice posłali go do szkoły wojskowej, już w pierwszej klasie zaczął grać na saksofonie altowym w orkiestrze szkolnej. W ciągu następnego roku odeszli wszyscy trębacze i kierownik zespołu mi powiedział: „Masz trochę pojęcia o muzyce, więc możesz przerzucić się na trąbkę.” I tak zacząłem na niej grać. Ale nie dlatego, żeby mi wtedy na tym specjalnie zależało.
W 1935–1936 grał w swingowych big-bandach Tiny’ego Bradshawa i Lucky’ego Millinera. Nadal nie za bardzo radziłem sobie z trąbką. Obaj przyjęli mnie ze względu na mojego starszego brata, który był dobrym trębaczem-solistą, ale beze mnie nie zgodziłby się u nich grać. Pod koniec 1936 został kontraktowym członkiem The Onyx Club Boys, sekstetu kontrabasisty Johna Kirby’ego. Podał wtedy nieprawdziwą datę urodzenia (1917), żeby nie naruszyć zakazu zatrudniania dzieci. W tym czasie intensywnie pracował nad swoim warsztatem instrumentalnym. Szybko stał się wiodącym solistą sekstetu oraz aranżerem większości jego repertuaru. W znacznej mierze dzięki niemu grupa wypracowała oryginalne, precoolowe brzmienie. Cieszyła się dużym powodzeniem, zyskując miano „Największego małego zespołu w kraju” (The biggest little band in the land). Ponadto Shavers komponował – jeden z jego utworów, Undecided, stał się jazzowym standardem. Był także zapraszany do wspólnych nagrań przez innych liderów takich jak pionierzy jazzu nowoorleańskiego – Jimmie Noone, Johnny Dodds i Sidney Bechet oraz wokalista i bandliderka – Midge Williams.
Po odejściu w 1944 z sekstetu Kirby’ego przez rok pracował w studyjnej orkiestrze CBS, prowadzonej przez Raymonda Scotta. W 1945 zaangażował się do big-bandu Tommy’ego Dorseya i bardzo szybko stał się filarem zespołu. W 1950 prowadził wraz z Louiem Bellsonem sekstet, a w latach 1951-1952 występował z grupą Jazz at the Philharmonic. Jego popisy solowe były przyjmowane entuzjastycznie, tak samo jak „pojedynki na trąbki” z Royem Eldridge’em. Następnie powrócił do zespołu Dorseya, potem przez krótki okres grał w big-bandzie Benny’ego Goodmana, żeby znów dołączyć do orkiestry Dorseya i pozostać w niej do śmierci jej lidera w 1956. W późniejszych latach prowadził własne comba, które prezentował również w Europie. Wiele nagrywał (m.in. z Colemanem Hawkinsem, Teddym Wilsonem, Dizzym Gillespiem i Rayem Bryantem) i od czasu do czasu gościnnie występował z big-bandem Sama Donahue.
Był trębaczem bardzo wszechstronnym, mimo to miał niechętny stosunek do jazzu nowoczesnego. Koncepcja pełnej swobody jest nie dla mnie. Musi być jakiś porządek. To jest bez sensu, żebym ja grał w jednej tonacji, a mój partner w innej. Muzyka musi mieć swoją formę, naprawdę. Pod koniec lat 60. poziom jego gry zaczął się stopniowo obniżać. Był to przede wszystkim skutek rozwijającej się choroby nowotworowej krtani, która w 1971 spowodowała jego śmierć.

## Dyskografia
- 1940/2002 The Many Moods of Charlie Shavers (Baldwin Street Music)
- 1952/1983 JATP • The Trumpet Battle 1952 • Roy Eldridge-Charlie Shavers-Lester Young (Verve)
- 1954/2005 Horn O’Plenty (Bethlehem/Lonehill Jazz Spain)
- 1955
  - The Most Intimate (Bethlehem)
  - Shavers, Gershwin and Strings (Bethlehem)
- 1958 We Dig Cole (Jass)
- 1959
  - Charlie Digs Paree (MGM)
  - Charlie Digs Dixie (MGM)
- 1959/1995 Blue Stompin' • Hal Singer with Charlie Shavers (Prestige/Original Jazz Classics)
- 1959/2009 Girl of My Dreams (Everest/Essential Media Group)
- 1960/2010 Here Comes Charlie (Everest/Essential Media Group)
- 1960/2009 Like Charlie (Everest/Essential Media Group)
- 1961
  - Swing Along (Sesac)
  - Swingin’ with Charlie (Sesac)
  - Here’s Charlie (Sesac)
  - 1961/2009 The Music from Milk and Honey with Wild Bill Davis and Charlie Shavers (Everest/Essential Media Group)
  - 1961 Live at the London House (Hep)
  - The Music From Milk & Honey with  Wild Bill Davis–Charlie Shavers (Everest)
- 1963 Excitement Unlimited (Capitol)
- 1964/2010 At le Crazy Horse Saloon in Paris (Everest/Essential Media Group)
- 1970/2002 The Last Session (Black and Blue)
- 1995 Charlie Shavers and the Blues Singers • 1938–1939 (Timeless)
- 1999 The John Kirby Sextet • The Biggest Little Band in the Land (ASV Living Era)
- 2001 Shavers Shivers (Soundies Records)
- 2003 Charlie Shavers & Coleman Hawkins • At Famous Jazz Party 1958 (2CD) (Jazz Factory)
- 2005
  - The Charlie Shavers & Ray Bryant Quartet • 1 (Lonehill Jazz Spain)
  - The Charlie Shavers & Ray Bryant Quartet • 2 (Lonehill Jazz Spain)
  - The Charlie Shavers & Ray Bryant Quartet • 3 (Lonehill Jazz Spain)
  - Complete Intimate Interpretations (Lonehill Jazz Spain)
- 2009 Charlie Shavers • The Everest Years (Legacy International)
- 2010 Out of Nowhere (Essential Media Group)

## Upamiętnienie
W 1997 został pośmiertnie wprowadzony do Panteonu Sław Big-bandów i Jazzu (The Big Band and Jazz Hall of Fame).